# 천안 현대캐피탈 스카이워커스
천안 현대캐피탈 스카이워커스(Cheonan Hyundai Capital Skywalkers)는 한국배구연맹에 속한 대한민국의 남자 프로배구단으로 1983년 2월 1일 현대자동차서비스 배구단으로 창단하였다. 1999년 현대자동차서비스가 현대자동차와 합병됨에 따라 "현대자동차 배구단"으로 변경 되었고 2001년부터 현대자동차에서 현대캐피탈로 모기업이 변경되어 현재에 이르고 있다. 2005년 2월 15일에 프로팀으로 출범하였다. 연고지는 충청남도 천안시이며 천안시 서북구 백석동의 유관순체육관을 홈 구장으로 사용하고 있다. 연습 체육관은 경기도 용인시 처인구 포곡읍 삼계리 대웅제약 연수원 내 체육관을 쓰다가 2013년 7월 18일 충청남도 천안시에 캐슬 오브 스카이워커스라는 전용 시설을 세워 이전했다. 2014 - 15 시즌 정규리그를 5위로 마감 하면서 V리그 출범 이후 처음으로 포스트시즌 진출에 실패 하였고 성적 부진으로 인해 김호철 감독이 사임하였다.
2015-16 시즌을 앞두고 구단은 지난 시즌을 끝으로 현역에서 은퇴한 세터 최태웅을 감독으로 선임하는 파격적인 모습을 보였으며 최태웅 감독은 취임 이후 "전세계적으로 떠오르고 있는 스피드 배구를 도입하겠다" 선언하였다. 시즌 초반에는 현대 캐피탈의 스피드 배구가 시행착오를 겪으면서 중위권 성적으로 전반기를 마감하였지만 후반기 들어 현대캐피탈의 스피드 배구가 점점 위력을 발휘하며 4라운드 첫 경기부터 6라운드 정규리그 마지막 경기까지 18경기를 모두 승리하면서 단일시즌 최다인 18연승이라는 대기록을 달성 하면서 안산 OK저축은행 러시앤캐시를 따돌리고 정규리그 우승을 차지 하였고 챔피언결정전에 직행하였다. 그러나 챔피언 결정전에서 OK 저축은행을 상대로 1승 3패를 기록하면서 V리그 준우승에 머물렀다. 2016-17 시즌 트라이아웃으로 입단한 두 외국인 선수의 부진에도 문성민 등 국내 선수들의 활약 덕분에 2위로 정규시즌을 마감하였다. 플레이오프에서 수원 한국전력 빅스톰에 2연승을 거두고 챔피언결정전에 진출하였으며, 인천 대한항공 점보스와의 챔피언 결정전에서 5차전까지 가는 혈투 끝에 3승 2패로 10년만에 우승을 차지하게 된다. 그리고 2017-18 V리그에서 정규리그 1위를 확정 지으며 챔프전에 선착했으나 대한항공과의 챔프전에서 1승 3패를 기록하며 12년만의 통합 우승 도전에 실패하였다.
17-18 시즌 종료 후 한국전력에서 뛰던 전광인을 계약기간 3년에 연봉 5억 2천만원을 포함 총액 15억 6천만원에 FA계약을 체결하여 영입하였다. 또한 외국인 트라이아웃에서는 직전 시즌까지 우리카드에서 두 시즌 동안 맹활약한 헝가리 출신의 크리스티안 파다르를 지명하였다.

## 주요 기록
- 팀 통산 2,000블로킹 달성 : 2009년 12월 2일 천안 유관순체육관 상무전
- 유독 천안 경기에서는 구미 LIG손해보험 그레이터스에게만큼은 지지 않는 강세를 보였으나, LIG의 이름을 걸고 한 마지막 경기에서는 3:2로 LIG가 승리했다.
- 정규리그 단일시즌 18연승 신기록 달성 : 2016년 3월 6일 천안 유관순체육관 우리카드전 (종전기록 : 2005~06년 삼성화재가 두시즌에 걸쳐 17연승 달성) - 두 시즌에 걸쳐 2016년 10월 26일 서울 장충체육관 서울 우리카드 위비전 승리로 21연승 기록달성
- 2017 - 18 도드람 V리그에서 정규리그 1위

## 통산 기록
| 천안 현대캐피탈 스카이워커스 | 천안 현대캐피탈 스카이워커스 | 천안 현대캐피탈 스카이워커스 | 천안 현대캐피탈 스카이워커스 | 천안 현대캐피탈 스카이워커스 | 천안 현대캐피탈 스카이워커스 | 천안 현대캐피탈 스카이워커스 | 천안 현대캐피탈 스카이워커스 |
| 시즌                         | 정규순위                     | 포스트시즌                   | 경기수                       | 승                           | 패                           | 승점                         |                              |
| ---------------------------- | ---------------------------- | ---------------------------- | ---------------------------- | ---------------------------- | ---------------------------- | ---------------------------- | ---------------------------- |
| 2005                         | 1                            | 준우승                       | 20                           | 18                           | 2                            | 38                           |                              |
| 2005–06                      | 1                            | 우승                         | 35                           | 31                           | 4                            | 31                           |                              |
| 2006–07                      | 2                            | 우승                         | 30                           | 24                           | 6                            | 24                           |                              |
| 2007–08                      | 3                            | 준우승                       | 35                           | 24                           | 11                           | 24                           |                              |
| 2008–09                      | 2                            | 준우승                       | 35                           | 28                           | 7                            | 28                           |                              |
| 2009–10                      | 2                            | 준우승                       | 36                           | 26                           | 10                           | -                            |                              |
| 2010–11                      | 2                            | 플레이오프                   | 30                           | 22                           | 8                            | -                            |                              |
| 2011–12                      | 3                            | 플레이오프                   | 36                           | 22                           | 14                           | 70                           |                              |
| 2012–13                      | 2                            | 플레이오프                   | 30                           | 18                           | 12                           | 52                           |                              |
| 2013–14                      | 2                            | 준우승                       | 30                           | 21                           | 9                            | 61                           |                              |
| 2014–15                      | 5                            | 진출 실패                    | 36                           | 15                           | 21                           | 52                           |                              |
| 2015–16                      | 1                            | 준우승                       | 36                           | 28                           | 8                            | 81                           |                              |
| 2016-17                      | 2                            | 우승                         | 36                           | 23                           | 13                           | 68                           |                              |
| 2017-18                      | 1                            | 준우승                       | 36                           | 22                           | 14                           | 70                           |                              |
| 2018-19                      | 2                            | 우승                         | 36                           | 25                           | 11                           | 70                           |                              |
| 2019–20                      | 3                            | 미진행                       | 32                           | 19                           | 13                           | 56                           |                              |
| 2020–21                      | 6                            | 진출 실패                    | 36                           | 15                           | 21                           | 41                           |                              |
| 2021–22                      | 7                            | 진출 실패                    | 36                           | 15                           | 21                           | 43                           |                              |
| 2022–23                      | 2                            | 준우승                       | 36                           | 22                           | 14                           | 67                           |                              |
| 2023-24                      | 4                            | 플레이오프                   | 36                           | 18                           | 18                           | 55                           |                              |
| 2024-25                      | 1                            | 우승                         | 36                           | 30                           | 6                            | 88                           |                              |

## 2024-25 코칭 스태프
- 감독 : 필립블랑
- 수석코치 : 파비오 스토르티, 진순기, 박종영, 한상길, 니콜라 지벨리니
- 코치 : 박종영 여오현

## 선수 명단
| 번호 | 포지션          | 이름                | 데뷔 년도        | 이적 년도      |
| ---- | --------------- | ------------------- | ---------------- | -------------- |
| 1    | 센터            | 정태준              | 2021             |                |
| 3    | 세터            | 김명관              | 2019(한국전력)   | 2020(한국전력) |
| 4    | 센터            | 함형진              | 2017             |                |
| 5    | 리베로          | 여오현              | 2000(삼성화재)   | 2013(삼성화재) |
| 6    | 레프트          | 김선호              | 2020             |                |
| 7    | 라이트          | 허수봉              | 2016(대한항공)   | 2016(대한항공) |
| 8    | 레프트          | 송준호              | 2012             |                |
| 9    | 레프트          | 박주형              | 2010(우리캐피탈) | 2011(드림식스) |
| 10   | 센터            | 박준혁              | 2019             |                |
| 11   | 센터            | 최민호              | 2011             |                |
| 12   | 레프트          | 전광인              | 2013(한국전력)   | 2018(한국전력) |
| 13   | 리베로          | 박경민              | 2020             |                |
| 14   | 세터            | 이원중              | 2018             |                |
| 15   | 라이트          | 문성민              | 2008             |                |
| 16   | 리베로          | 이준승              | 2021             |                |
| 17   | 센터            | 박상하              | 2008(우리캐피탈) | 2021(삼성화재) |
| 18   | 레프트          | 홍동선              | 2021             |                |
| 19   | 센터            | 송원근              | 2019             |                |
| 20   | 레프트          | 최은석              | 2019             |                |
| 22   | 미들 블로커     | 차이 페이창         |                  |                |
| 24   | 아포짓 스파이커 | 아흐메드 이크바이리 |                  |                |

## 역대 감독
- 1대 : 송만기 (1983 ~ 1989년)
- 2대 : 이인 (1990 ~ 1993년)
- 3대 : 강만수 (1993 ~ 2001년)
- 4대 : 송만덕 (2001 ~ 2003년)
- 5대, 7대 : 김호철 (2003 ~ 2011, 2013 ~ 2015)
- 6대 : 하종화 (2011 ~ 2013년)
- 8대 : 최태웅 (2013 ~ 2023년)
  - 대행 : 진순기 (2023 ~ 2024년)
- 9대  필립 블랑 (2024년 ~ 현재)

## 시설
- 홈구장: 유관순체육관
- 훈련장: 캐슬 오브 스카이워커스

## 응원단
- 아나운서 : 한상훈 우현아
- 응원단장 : 이범형
- 치어리더 : 박혜린, 송은지, 송수지, 황지빈, 박타미, 이은지, 김예빈

## 같이 보기
- 현대캐피탈